# Arques (Pas-de-Calais)
Arques is een stad en gemeente in het Franse departement Pas-de-Calais, op de grens van de Franse Westhoek en Artesië, aan de Aa. De gemeente telde op 1 januari 2022 9.526 inwoners.

## Geografie
De oppervlakte van Arques bedroeg op 1 januari 2022 22,41 vierkante kilometer; de bevolkingsdichtheid was toen 425,1 inwoners per km².

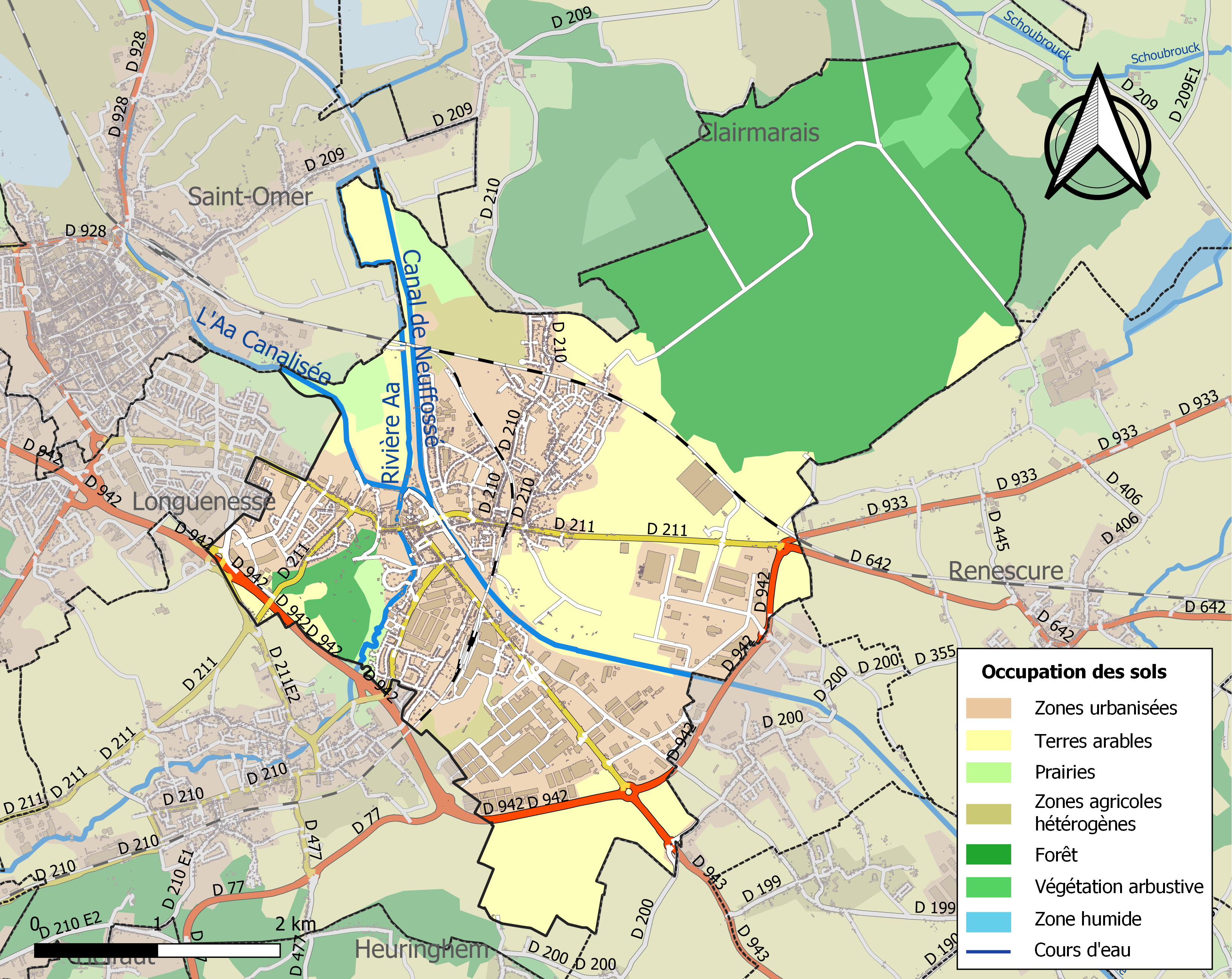
Kaart van de gemeente met de belangrijkste infrastructuur, bodemgebruik en omliggende gemeenten

## Geschiedenis
Hier vond in de nasleep van de Guldensporenslag een veldslag plaats (de Slag bij Arke) in april 1303. Arques is niet te verwarren met Arques-la-Bataille, een andere Franse gemeente waar in 1589 een veldslag werd geleverd.
In 1326 werd in Arques vrede gesloten tussen Lodewijk I van Nevers en de steden Brugge, Ieper en Kortrijk, die opnieuw het gezag van de graaf erkenden.

## Demografie
Onderstaande figuur toont het verloop van het inwonertal (bron: INSEE-tellingen).

## Bezienswaardigheden
De scheepslift van Fontinettes in het kanaal Nieuwegracht (Frans:Canal de Neufossé).

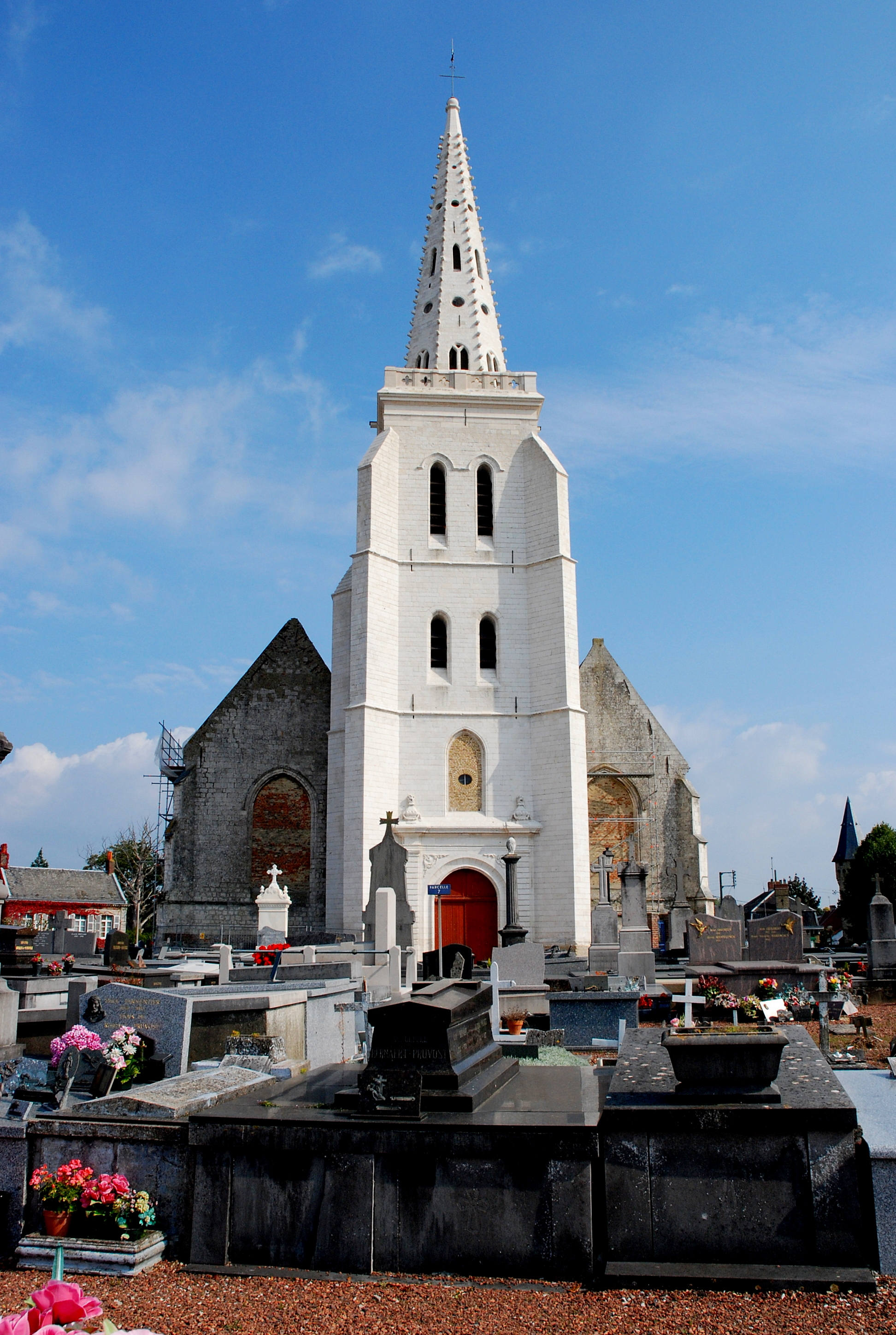
De kerk van Arques
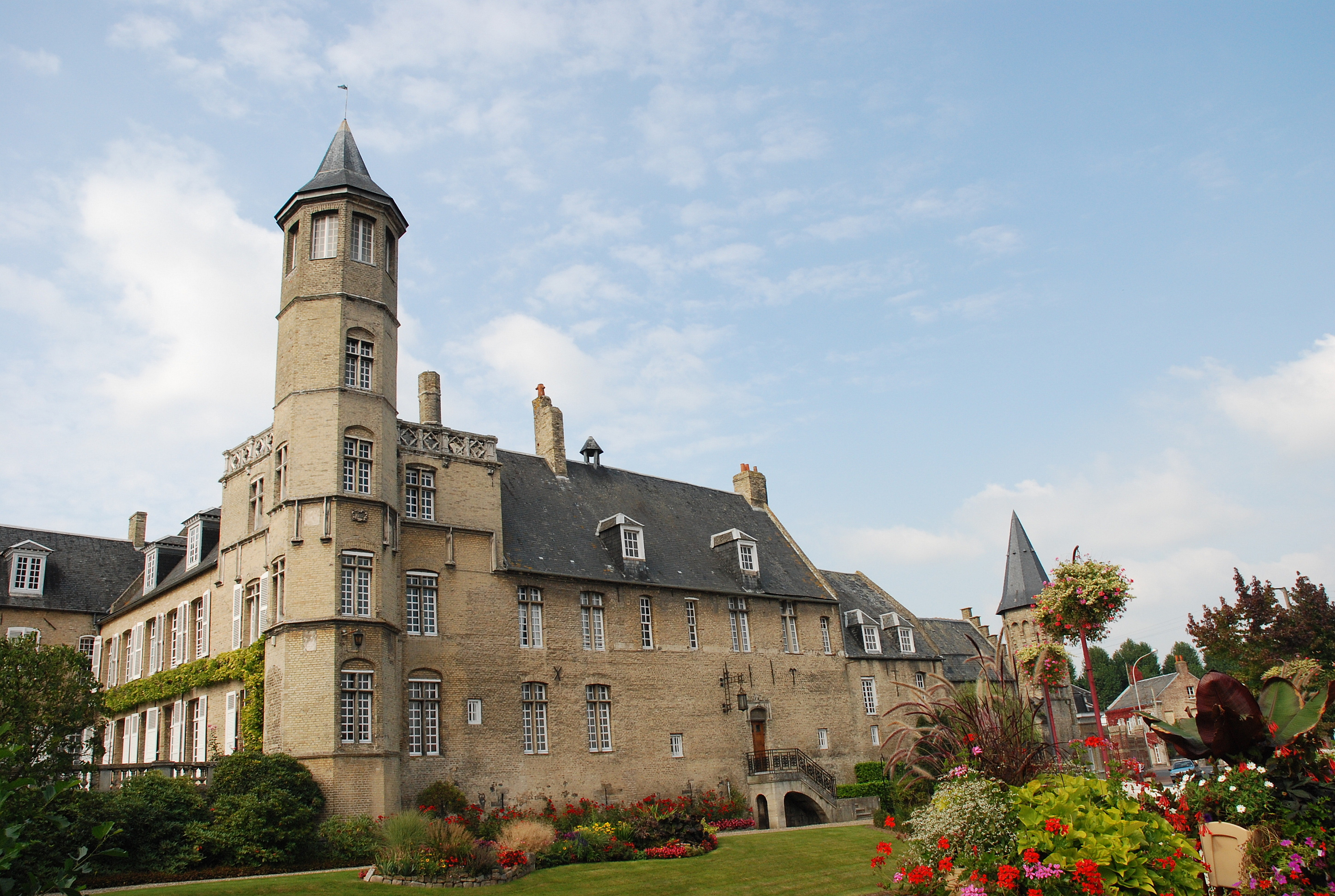
het kasteel
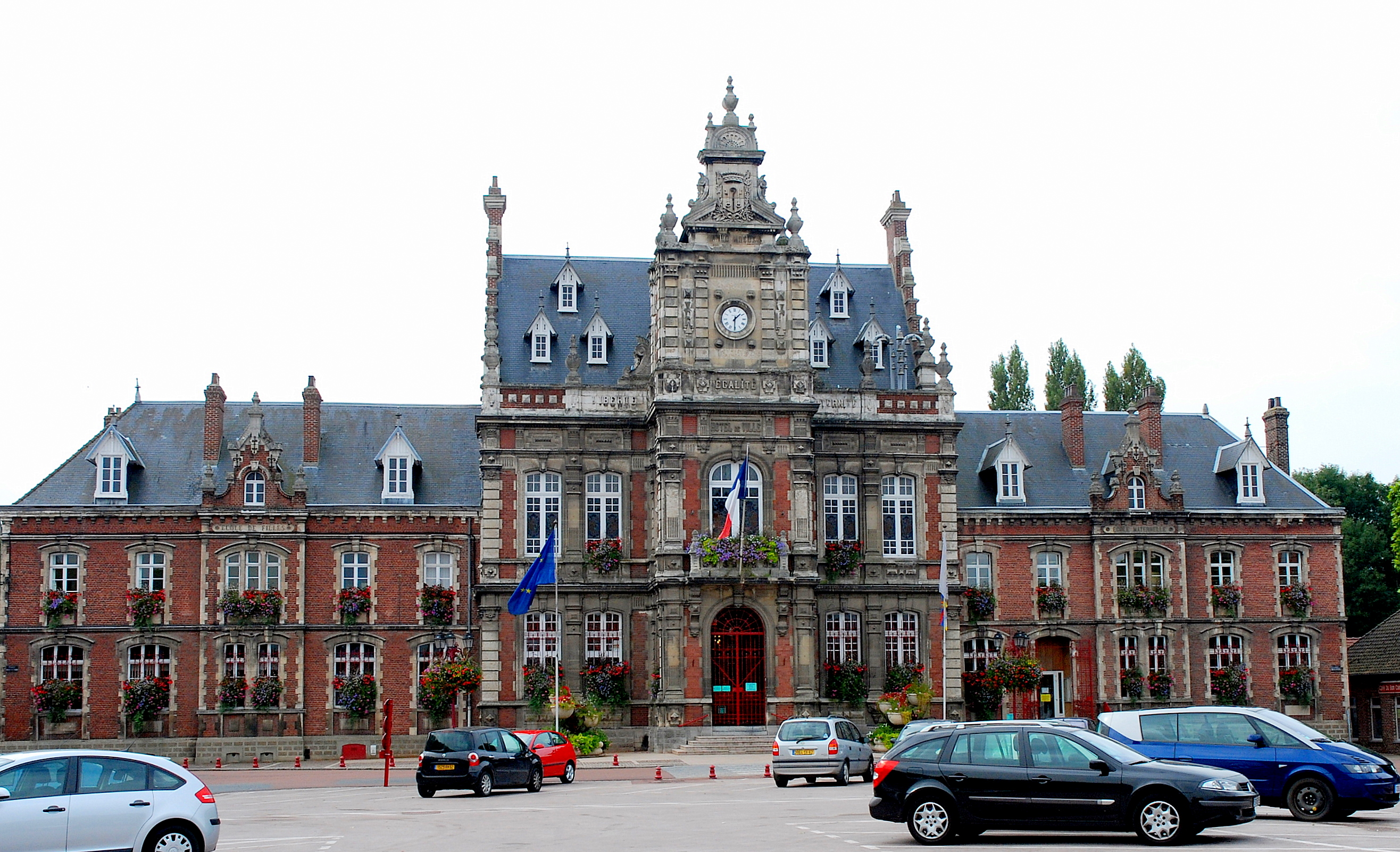
Het gemeentehuis